# FIFA (serijal)
FIFA (poznata i kao FIFA Football, u SAD-u FIFA Soccer) serijal je nogometnih videoigara proizvođača EA Sports (u vlasništvu tvrtke Electronic Arts). Za prvu je igru serijala, u jesen 1993. godine, EA Sports morao dobiti licencu od FIFA-e, svjetske nogometne organizacije te je, adekvatno tome, tako nazvao i igru.
Serijal FIFA se sastoji od više nogometnih liga, uključujući FA Premier Ligu i Football League, Serie A, La Ligu, A-League (Australija) i Major League Soccer (SAD). U serijalu FIFA koriste se prava imena liga, klubova i igrača te pravi dresovi klubova.
Najveći FIFA-in rival na tržištu videoigara je do 2000. bio serijal International Superstar Soccer, japanskog proizvođača Konamija, kojeg je zatim naslijedio Pro Evolution Soccer.

## Sve igre u serijalu FIFI
| Ime                       | Godina |
| ------------------------- | ------ |
| FIFA International Soccer | 1993.  |
| FIFA 95                   | 1994.  |
| FIFA 96                   | 1995.  |
| FIFA 97                   | 1996.  |
| FIFA 98                   | 1997.  |
| FIFA 99                   | 1998.  |
| FIFA 2000                 | 1999.  |
| FIFA 2001                 | 2000.  |
| FIFA Football 2002        | 2001.  |
| FIFA Football 2003        | 2002.  |
| FIFA Football 2004        | 2003.  |
| FIFA Football 2005        | 2004.  |
| FIFA 06                   | 2005.  |
| FIFA 07                   | 2006.  |
| FIFA 08                   | 2007.  |
| FIFA 09                   | 2008.  |
| FIFA 10                   | 2009.  |
| FIFA 11                   | 2010.  |
| FIFA 12                   | 2011.  |
| FIFA 13                   | 2012.  |
| FIFA 14                   | 2013.  |
| FIFA 15                   | 2014.  |
| FIFA 16                   | 2015.  |
| FIFA 17                   | 2016.  |
| FIFA 18                   | 2017.  |

## Ostale igre
Serijal FIFA sadrži i natjecanja kao što su UEFA Liga prvaka, Svjetsko prvenstvo u nogometu, Europsko prvenstvo u nogometu te FIFA Manager serijal.
Službene igre serijala FIFA:

### UEFA Liga prvaka
- UEFA Champions League serijal:
  - UEFA Champions League 2004-2005
  - UEFA Champions League 2006-2007

Postoji još igara za UEFA Champions League serijal, no samo zadnje dvije su od EA Sportsa i od FIFA serijala.

### Svjetsko prvenstvo u nogometu
- FIFA World Cup serijal:
  - World Cup 98
  - 2002 FIFA World Cup (službena igra SP-a 2002.)
  - 2006 FIFA World Cup (službena igra SP-a 2006.)
  - 2010 FIFA World Cup (službena igra SP-a 2010.)

Postoji još igara igra za FIFA World Cup serijal (World Cup Carnival, World Cup Italia '90 i World Cup USA '94), ali nisu pod vlasništvom Electronic Artsa. 

### Europsko prvenstvo u nogometu
- UEFA Euro serijal:
  - UEFA Euro 2000 (službena igra Eura 2000.)
  - UEFA Euro 2004 (službena igra Eura 2004.)
  - UEFA Euro 2008 (službena igra Eura 2008.)

Postoji i igra UEFA Euro '96 (službena igra Eura 1996.), koja nije od Electronic Artsa, nego od tvrtke Gremlin Interactive.

### "Manager" izdanja
Electronic Arts uz FIFA-u proizvodi i "Manager" serijale. Radi se o igrama gdje se ne igra utakmica kao u "FIFA-ma", već se trenira momčad koja se izabere.
- FIFA Soccer Manager (1997.)

Nakon Soccer Managera, serijal FIFA imao je sljedeća 3 "Manager" serijala:
- The F.A. Premier League Football Manager (1999. – 2002.):
  - The F.A. Premier League Football Manager 99
  - The F.A. Premier League Football Manager 2000
  - The F.A. Premier League Football Manager 2001
  - The F.A. Premier League Football Manager 2002

- Total Club Manager (2003. – 2005.):
  - Total Club Manager 2003
  - Total Club Manager 2004
  - Total Club Manager 2005

- FIFA Manager (2006.- ? ):
  - FIFA Manager 06
  - FIFA Manager 07
  - FIFA Manager 08
  - FIFA Manager 09
  - FIFA Manager 10

### "FIFA Street" izdanja
- FIFA Street serijal:
  - FIFA Street (2005.)
  - FIFA Street 2 (2006.)
  - FIFA Street 3 (2008.)